# 양 (수형도위)
양(讓, ? ~ ?)은 전한 말기의 관료이다. '양'은 이름자로, 성씨는 알 수 없다.

## 행적
건평 2년(기원전 5), 시중 겸 수형도위가 되었다.

## 출전
- 반고, 《한서》 권19하 백관공경표 下

| 전임 견풍 | 전한의 수형도위 기원전 5년 ~ 기원후 2년? | 후임 신무 |